# Trichilia emetica
Trichilia emetica är en tvåhjärtbladig växtart. Trichilia emetica ingår i släktet Trichilia och familjen Meliaceae.

## Underarter
Arten delas in i följande underarter:
- T. e. emetica
- T. e. suberosa